# Знак Зорро (фильм, 1920)
«Знак Зорро» (англ. The Mark of Zorro) — американский чёрно-белый немой художественный фильм о защитнике униженных и обездоленных, благородном разбойнике Зорро, поставленный режиссёром Фредом Нибло в 1920 году по повести Джонстона Маккалли «Проклятие Капистрано» (1919). В главной роли снялся Дуглас Фэрбенкс, выступивший также в качестве продюсера фильма.
В 2012 году фильм был сохранён в киноархиве Академии кинематографических искусств и наук, а в 2015 году — внесён в Национальный реестр фильмов для сохранения в Библиотеке Конгресса США.

## Сюжет
Начало XIX века. Диего Вега возвращается из Испании на свою родину в старой испанской Калифорнии, где правит губернатор-тиран. Внешне безразличный к происходящему, Диего на самом деле ведёт скрытую под маской вторую жизнь: в качестве благородного разбойника Зорро он пытается бороться за восстановление порядка, спокойствия и справедливости.

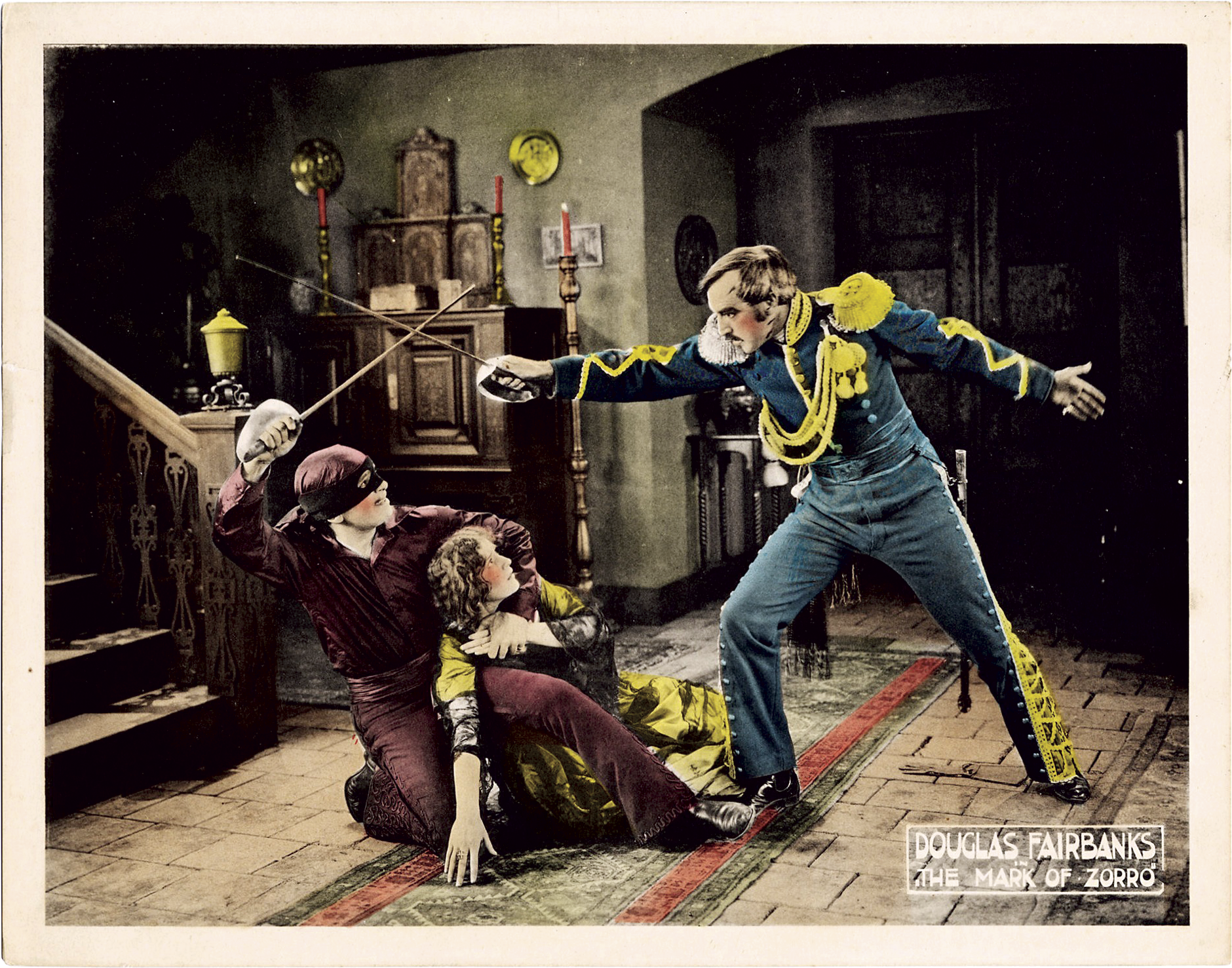
Сцена из фильма

## В ролях
- Дуглас Фэрбенкс — дон Диего Вега / Зорро
- Маргарита Де Ла Мотт — Лолита Пулидо
- Роберт Макким — капитан Хуан Рамон
- Ной Бири — сержант Педро Гонсалес
- Чарльз Хилл Майлз — дон Карлос Пулидо
- Клер МакДауэлл — донна Каталина Пулидо
- Шнитц Эдвардс — мелкий трактирщик
- Сидни Де Грэй — дон Алехандро
- Уолт Уитман — брат Филип
- Тот Дю Кроу — Бернардо
- Ной Бири-мл. — мальчик (в титрах не указан)
- Милтон Берл — мальчик (в титрах не указан)
- Чарльз Белчер — безымянная второплановая роль (в титрах не указан)

## Производство
Производством фильма занималась компания Douglas Fairbanks Pictures Corporation под руководством самого Фэрбенкса, который выступил также соавтором сценария фильма и исполнителем главной роли.
Съёмки проходили в Калифорнии, в окрестностях Лос-Анджелеса, в долине Сан-Фернандо, где было построено множество сооружений, изображающих небольшой городок начала XIX века. Когда во время съёмок возникло возгорание, вся съёмочная группа активно участвовала в тушении пожара, грозившего уничтожить отстроенные декорации.
Это был первый фильм, снятый Фэрбенксом для компании United Artists, созданной им совместно с Мэри Пикфорд, Чарльзом Чаплином и Дэвидом Уорком Гриффитом 5 февраля 1919 года.

## Премьеры
27 ноября 1920 года состоялась мировая премьера фильма в Capitol Theatre в Нью-Йорке. Фильм имел грандиозный успех, так что полиции пришлось дежурить ежедневно у здания кинотеатра для того, чтобы регулировать приток толпы зрителей.
Европейская премьера фильма прошла 9 ноября 1921 года в Праге.

## Продолжение
В 1925 году на студии Elton Corporation был снят фильм «Дон Ку, сын Зорро» (режиссёр Дональдом Криспом) как продолжение «Знака Зорро», в котором главным героем становится уже сын Диего — дон Сезар Вега, а его отец появляется на экране лишь в конце фильма. Продюсером сиквела вновь выступил Дуглас Фэрбенкс, сыгравший обе главных роли — отца и сына.

## Ремейки
В 1940 году на киностудии 20th Century Studios по повести Джонстона Маккалли «Проклятие Капистрано» был снят ремейк фильма «Знак Зорро», поставленный режиссёром Рубеном Мамуляном и спродюсированный Дэррил Ф. Зануком.
В 1974 году вышла телевизионная адаптация «Знак Зорро» (режиссёр Дон МакДугалл) с Фрэнком Ланджеллой в главной роли.